# خوسيه ماريا دي بيرالتا إي لا فيغا
خوسيه ماريا دي بيرالتا إي لا فيغا هو سياسي كوستاريكي، ولد في 28 سبتمبر 1763 في مدينة جيان في إسبانيا، وتوفي في 7 أغسطس 1836 في كارتاغو، كوستاريكا ‏ في كوستاريكا.